# Nakanoshima Museum of Art

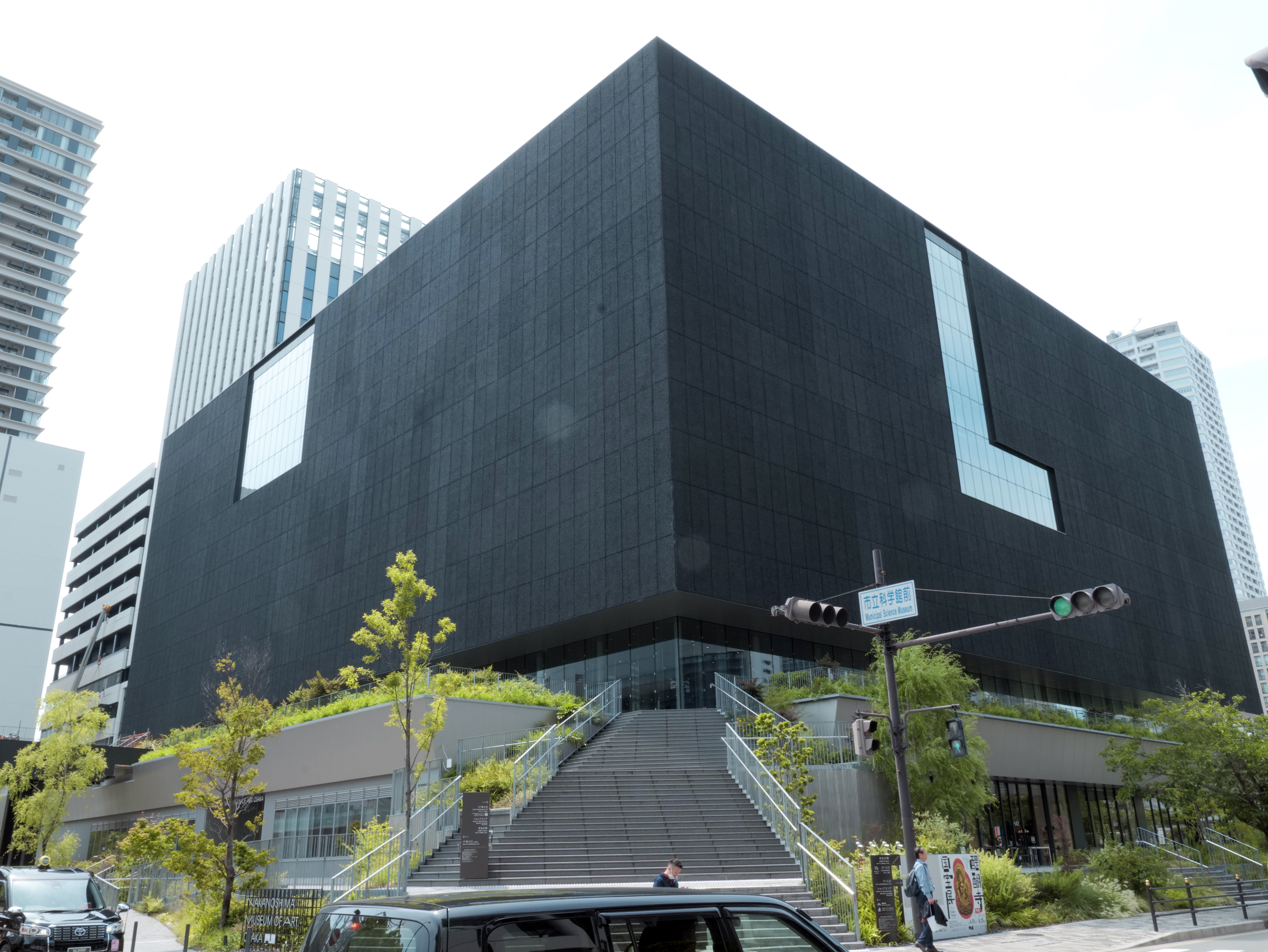
Eingangsseite, Treppenaufgang

Das Nakanoshima Museum of Art (Abkürzung der englischen Übersetzung von 大阪中之島美術館 Ōsaka Nakanoshima bijutsukan) befindet sich im zentralen Stadtteil Nakanoshima im Bezirk Nord der Stadt Osaka und wurde am 2. Februar 2022 eröffnet. Es ist eines der neuesten und bedeutendsten Kunstmuseen Japans, mit einer Sammlung von über 6000 Werken aus der modernen und zeitgenössischen Kunst und Design, die von der Mitte des 19. Jahrhunderts bis heute reichen. Zu den Highlights gehören Werke von internationalen Künstlern wie Amedeo Modigliani, Salvador Dalí, René Magritte, Jean-Michel Basquiat und Frank Stella sowie von bedeutenden japanischen Künstlern wie Saeki Yūzō und Jirō Yoshihara, dem Gründer der avantgardistischen Gutai Art Association. Besonders hervorzuheben ist die umfangreiche Sammlung von Werken Saeki Yūzōs, eines Künstlers mit engen Verbindungen zu Osaka.

## Architektur
Das vom Architekten Endō Katsuhiko entworfene Gebäude zeichnet sich durch seine kubische, schwarze Fassade und ein durchdachtes architektonisches Konzept aus. Ein zentrales Element ist ein öffentlicher „Passage“-Bereich, der den Besuchern freien Zugang gewährt und die Idee fördert, Kunst auch im Alltag erlebbar zu machen. Innen erstrecken sich Ausstellungsräume über mehrere Etagen, ergänzt durch moderne Einrichtungen wie barrierefreien Zugang, eine Kinderecke und gastronomische Angebote.
Das Museum befindet sich auf einer Sandbank zwischen den Flüssen Dojima und Tosabori. Nach einem offenen Architekturwettbewerb (2016–2017) wurde der Entwurf für das Museum ausgewählt, und der Bau wurde Ende Juni 2021 abgeschlossen. Die Gestaltung verbindet eine historische Analyse des Standorts mit modernen urbanen Anforderungen.

### Struktur
Das Gebäude umfasst fünf Stockwerke mit einer Stahlrahmenkonstruktion und einem erdbebensicheren Basisisolationssystem. Die unteren beiden Ebenen sind als offene, für die Öffentlichkeit zugängliche Räume gestaltet, um einen nahtlosen Übergang zwischen dem Museum und der städtischen Umgebung zu schaffen. Die oberen Stockwerke beherbergen kunstbezogene Räume, die aus Hochwasserschutzgründen ab der dritten Etage angeordnet sind.
Die äußere Gestaltung kombiniert massive, quadratische Fassaden mit einer topografischen Struktur im Erdgeschoss. Ein Deck verbindet das Gebäude mit umliegenden öffentlichen Einrichtungen, und eine geplante Erweiterung der Fußgängerwege soll zur Belebung des Stadtteils beitragen. Die schwarze Außenfassade besteht aus 609 vorgefertigten Betonplatten mit einer Mischung aus Iwate-Gensho-Stein und Kyoto-Sand. Eine spezielle Oberflächenbehandlung sorgt für Witterungsbeständigkeit und verleiht der Fassade ein tiefes Schwarz. Im Inneren dominieren silberfarbene Lamellen, die durch verschiedene Lichtquellen und Farbtöne ein Spiel von Nuancen erzeugen.

### Passage
Ein zentrales Element des Gebäudes ist die sogenannte „Passage“, ein Raum, der als Eingangshalle und Verbindungsbereich zwischen den Ausstellungsräumen dient. Diese Passage verläuft durch alle Ebenen und bietet Einblicke in die Stadtlandschaft Nakanoshimas. Große Rolltreppen verbinden die Etagen in einem 90-Grad-Winkel. Die Durchgänge sind nicht nur funktional, sondern auch ästhetisch gestaltet. Das Museum versteht sich als Schnittstelle zwischen Kunst, Architektur und städtischem Leben. Es soll nicht nur ein Raum für Kunstausstellungen sein, sondern auch ein Ort, der die Verbindung zwischen Mensch und Stadt fördert. Die durchdachte Integration von Baukunst, Funktionalität und öffentlichem Raum macht es zu einem herausragenden Beispiel moderner Architektur in Osaka.

## Sammlungen

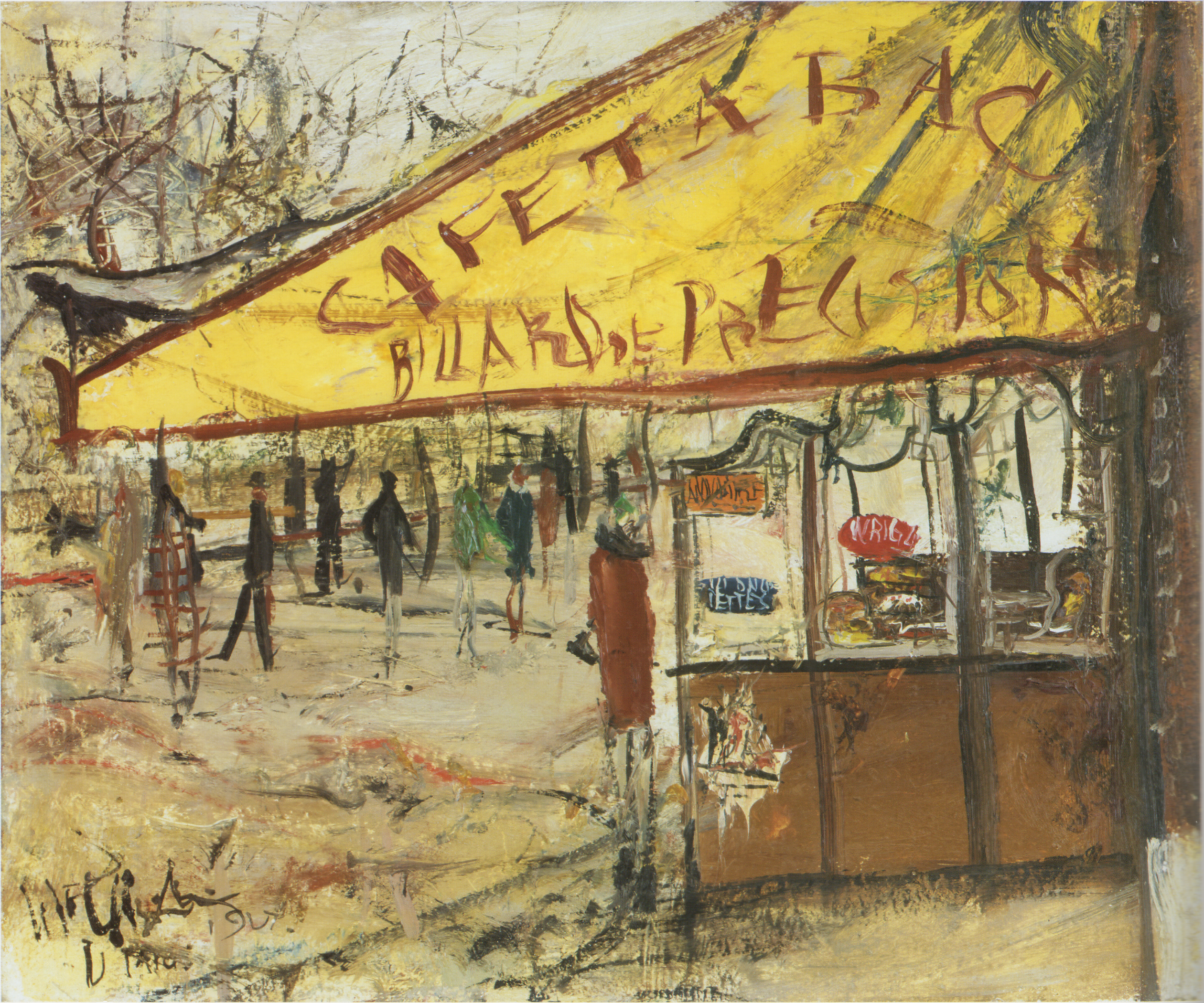
Saeki Yūzō, Cafe Tabac, 1927.

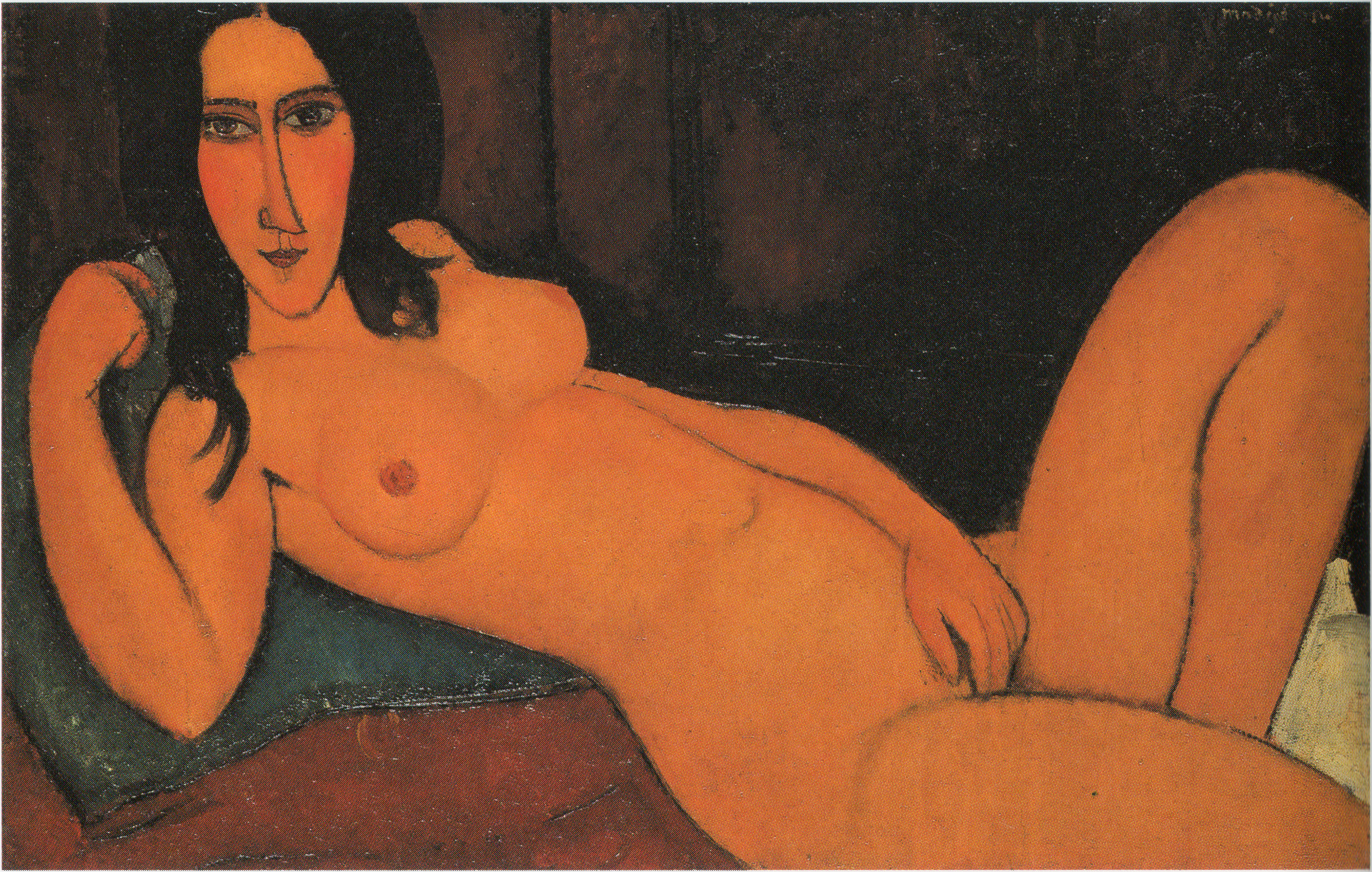
Amedeo Modigliani, Liegender Akt mit aufgestecktem Haar, 1917.

Die Sammlungen des Nakanoshima-Kunstmuseums in Osaka umfassen rund 6000 Werke (Stand: April 2024; ohne Leihgaben), von denen 5000 gestiftet und 1000 erworben wurden. Es handelt sich um repräsentative Werke einheimischer und ausländischer Kunst von der Mitte des 19. Jahrhunderts bis zur Gegenwart. Die Sammlung umfasst westliche Malerei japanischer Künstler, Nihonga, moderne europäische Kunst, zeitgenössische Kunst, Druckgrafiken, Fotografien, Skulpturen, Design und vieles mehr. Zu den Höhepunkten zählen bemerkenswerte Werke von Saeki Yūzō, ein Akt von Amedeo Modigliani, Werke von Yoshihara Jiro, dem Gründer der Gutai Bewegung, sowie Meisterwerke aus Europa und Amerika.

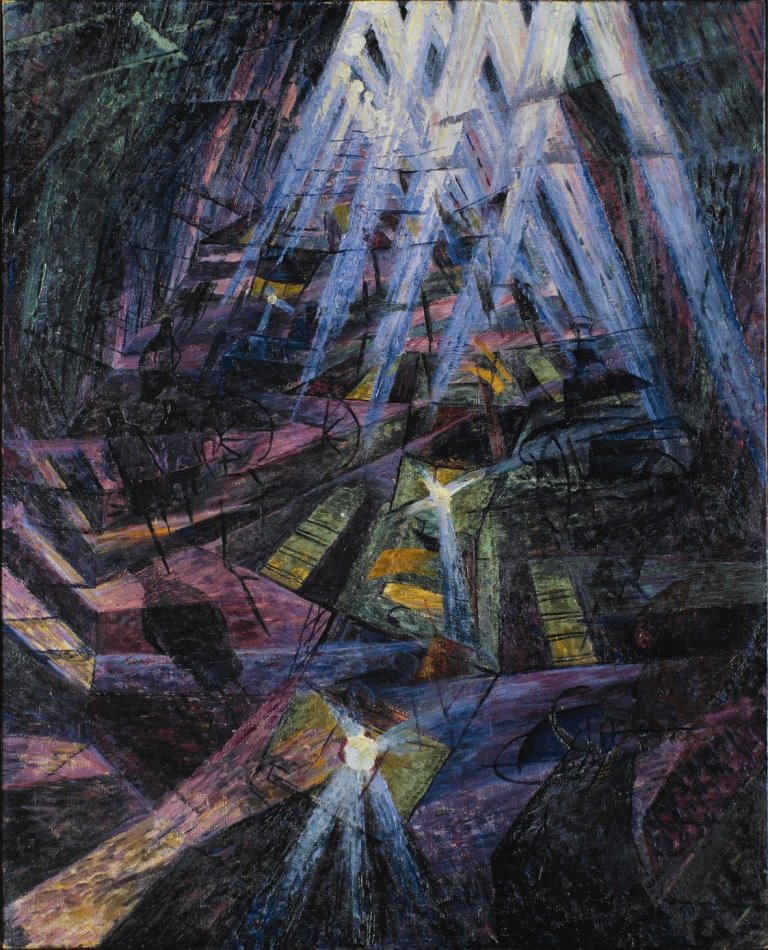
Umberto Boccioni, Forces of the Street, 1911. Ex-Sammlung Nell Walden. Galerie „Der Sturm“ Berlin

Bis heute wurden auch mehr als 3000 Werke an über 800 Museen, viele davon außerhalb Japans, ausgeliehen. Viele wertvolle Werke wurden als Leihgaben in die Sammlung aufgenommen. Mit der Übergabe der Suntory-Postersammlung (18.000 Werke) im Jahr 2012, die zu der bereits bestehenden Möbel- und Geschirrsammlung hinzukam, konnte das Museum eine der größten Designsammlungen der Welt aufbauen.

### Saeki Yūzō
Das Nakanoshima Museum of Art beherbergt die größte Sammlung der Werke von Saeki Yuzo (1898–1928). Saeki wurde im Bezirk Kita der Stadt Osaka geboren und besuchte die Kitano Oberschule (heute Kitano Oberschule der Präfektur Osaka). Er studierte an der Tokyo Fine Arts School (heute Tokyo University of the Arts) und zog nach seinem Abschluss nach Frankreich. Er widmete sein Leben dem Malen von Pariser Stadtansichten und starb im Alter von nur 30 Jahren. Yamamoto Hatsujiro, Unternehmer und Kunstsammler aus Osaka, entdeckte die Bedeutung von Saekis Werken. 1983 schenkte Yamamotos Familie der Stadt Osaka 33 Gemälde Saekis, die den Krieg überstanden hatten. Heute beherbergt das Museum etwa 60 Werke von Saeki, einschließlich derjenigen, die dort als Leihgaben deponiert wurden.

### Gemälde, Grafik und Skulpturen

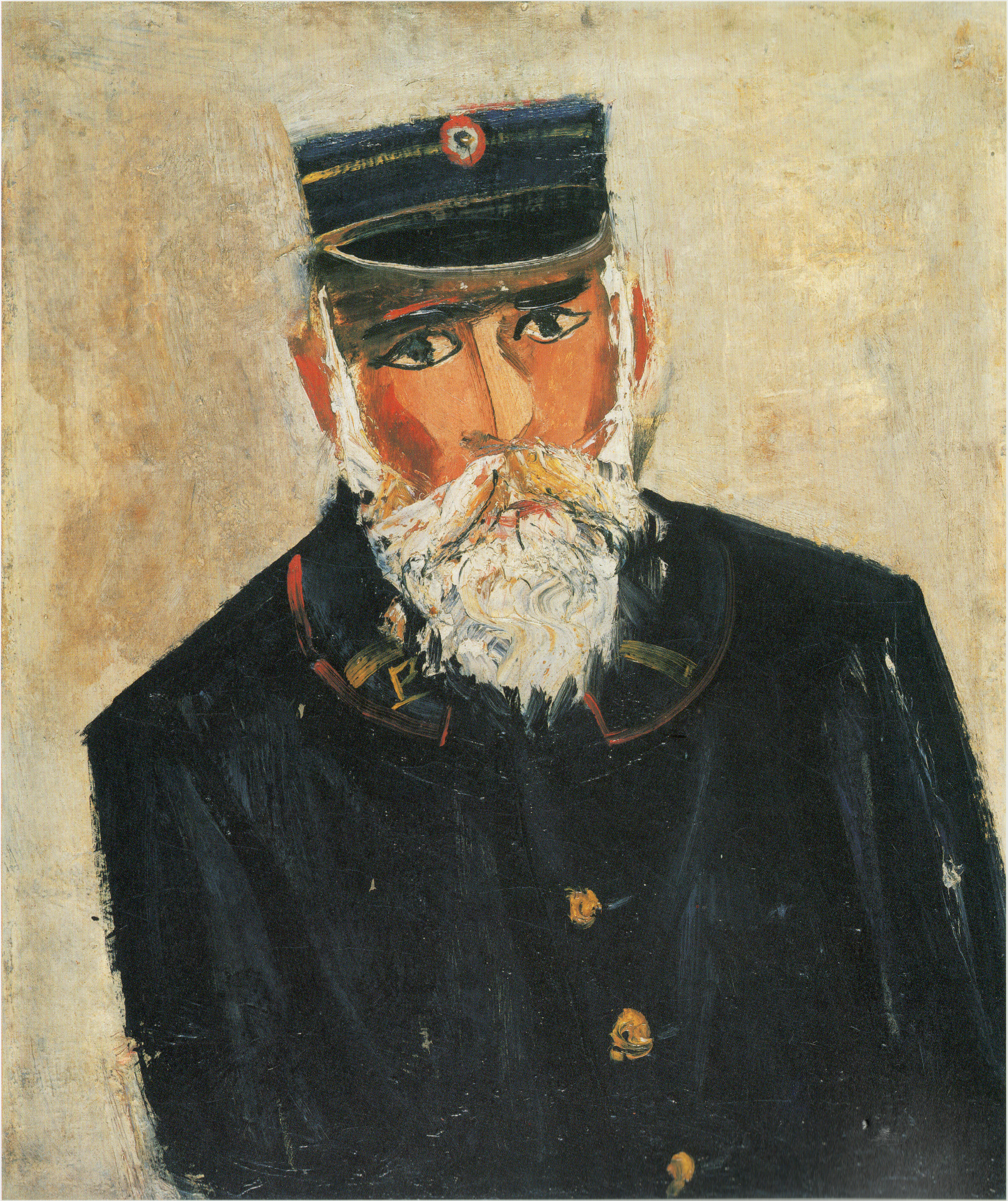
Saeki Yūzō, Der Postbote, 1928.

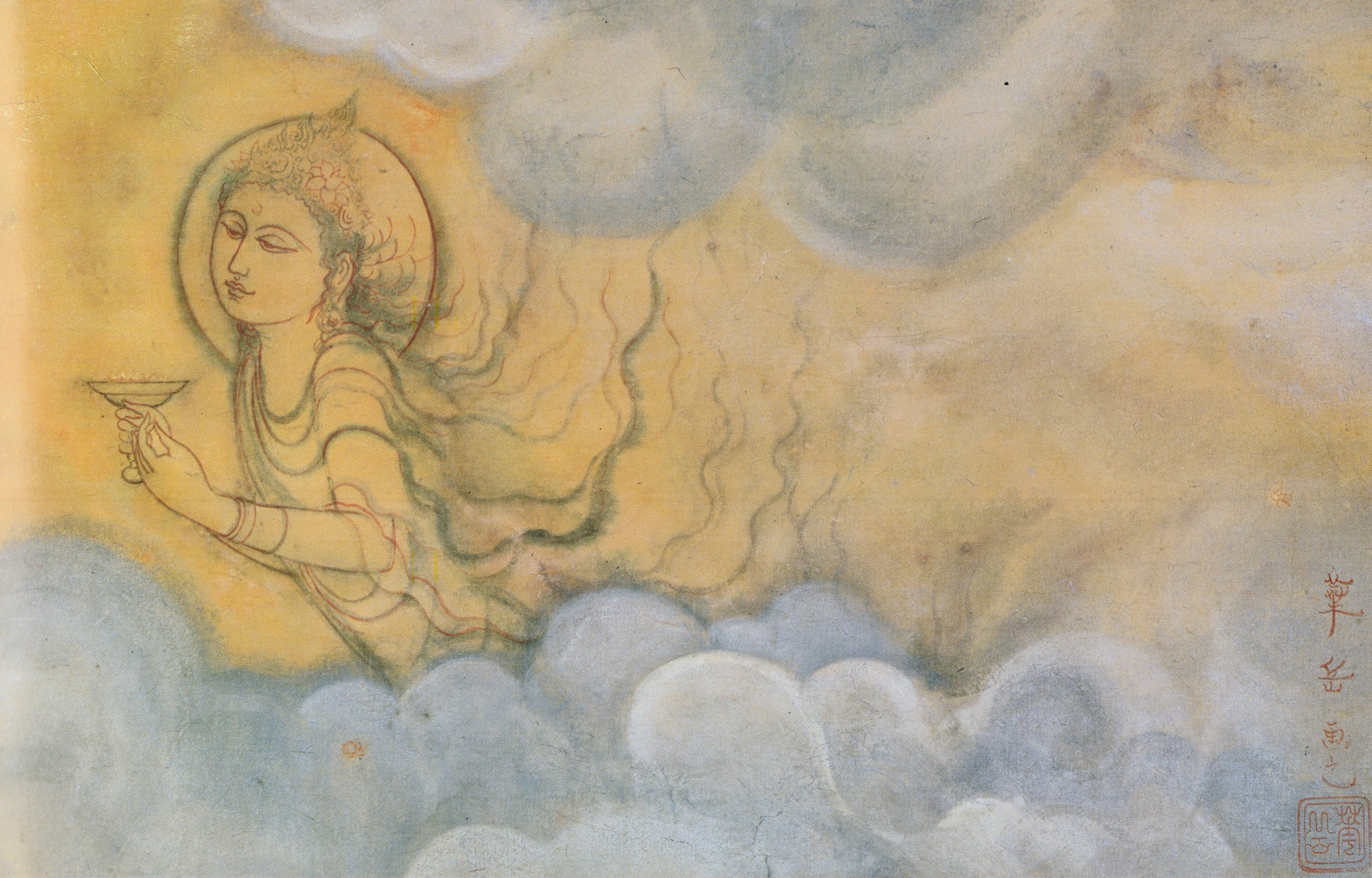
Murakami Kagaku, Sange (Blumen streuen über den Wolken), 1938.

Osaka ist ein Ort, an dem Künstler wie Koide Narashige, Akamatsu Rinsaku, Kitano Tsunetomi und Chigusa Kitani sehr produktiv waren. Das Nakanoshima Museum of Art wurde am ehemaligen Standort der Gutai Pinacotheca eröffnet, dem Sitz und Ausstellungsort der Gutai Art Association, einer der führenden Kunstbewegungen der japanischen Nachkriegszeit. Die Sammlung umfasst zahlreiche Werke des Leiters der Gruppe, Yoshihara Jiro, und anderer Mitglieder der Gutai. Weitere Werke herausragender Künstler aus Osaka und der Kansai-Region sowie zeitgenössischer japanischer Künstler, die weltweit tätig sind, gehören ebenfalls zu den Beständen. Die Kunstsammlung umfasst weltberühmte Werke der westlichen Moderne wie eine Bronze von Alberto Giacometti (Le Nez), einen Akt von Amedeo Modigliani und Werke von Jules Pascin, Moise Kisling, Giorgio De Chirico, Umberto Boccioni, Constantin Brâncuși u. a. Die Sammlung enthält auch bedeutende Werke von Künstlern, die sich in den avantgardistischen Kunstbewegungen des frühen 20. Jahrhunderts in Europa einen Namen gemacht haben, wie Fauvismus, Kubismus, Dadaismus, Surrealismus, Futurismus und Konstruktivismus. Die Sammlung umfasst auch Werke der modernen japanischen Kunst von Künstlern, die vom späten 19. bis ins 20. Jahrhundert aktiv waren, wie Kishida Ryūsei und Fukuda Heihachirō. Neben einer großen Auswahl an Werken von Schlüsselfiguren der japanischen Nachkriegskunst umfasst unsere Sammlung auch zahlreiche Werke von Künstlern aus Übersee, die mit Bewegungen wie dem amerikanischen Abstrakten Expressionismus und Minimalismus sowie aus Europa stammenden Bewegungen wie dem Informel und der Arte Povera eine Ära einzigartigen Schaffens begründeten.

### Designsammlung
Die Designsammlung zeigt die Entwicklungen des modernen Designs, die sich parallel zu den Tendenzen der modernen westlichen Kunst entwickelt haben, beginnend mit der Arts-and-Crafts-Bewegung des späten 19. Jahrhunderts (u. a. Charles Rennie Mackintosh) über den Jugendstil, die Wiener Werkstätte (u. a. Koloman Moser), De Stijl (u. a. Gerrit Rietveld) und das Bauhaus bis hin zu den Arbeiten des finnischen Designers Alvar Aalto. Mit der 2012 erworbenen, rund 18.000 Exponate umfassenden Plakatsammlung von Suntory, darunter wertvolle Werke von Henri de Toulouse-Lautrec und Alfons Mucha, verfügt das Museum über eine bedeutende Grafiksammlung.